# Gent felina
Gent felina (títol original en anglès Cat People) és una pel·lícula estatunidenca dirigida per Paul Schrader el 1982. Destaca Nastassja Kinski, Malcolm McDowell i John Heard.
Es tracta d'un remake de la pel·lícula homònima de Jacques Tourneur. Ha estat doblada al català.

## Argument
Després de la mort dels seus pares la jove Irena Gallier troba el seu germà gran, Paul, que viu prop de Nova Orleans. Poc temps després, Paul desapareix sense deixar rastres en una casa tancada on una prostituta ha estat atacada per una pantera. S'aconsegueix capturar l'animal que es tanca en un zoo on, l'endemà, va Irena. Fa amistat amb un dels zoòlegs, Oliver Yates.
La pantera mata un dels que la cuiden. Poc temps després, Paul es desperta tot nu en una gàbia del zoo i arriba a escapar-se. Revela a la seva germana un secret de família: els membres de la família no es poden acoblar més que amb els seus propis germans o germanes, sota pena de transformar-se en pantera, i ells no poden trobar la seva forma humana més que després d'haver matat un humà. És així que els pares de Paul i d'Irena eren ells també germans i germanes. Paul voldria el més de pressa possible anar-se'n al llit amb la seva germana, però Irena ho refusa.
Irena es refugia amb Oliver a qui confia el secret i li demana de fer l'amor amb ella, i posar-la en una gàbia sota la forma d'una pantera; Oliver acaba per acceptar.

## Repartiment
- Nastassja Kinski: Irena Gallier
- Malcolm McDowell: Paul Gallier
- John Heard: Oliver Yates
- Annette O'Toole: Alice Perrin
- Ruby Dee: dona
- Ed Begley Jr.: Joe Creigh
- Scott Paulin: Bill Searle
- Frankie Faison: Inspector Brandt
- Ron Diamond: Inspector Ron Diamond
- Lynn Lowry: Ruthie

## Al voltant de la pel·lícula
- Una part de la pel·lícula ha estat rodada en el Quadrat francès i al zoo Audubon de Nova Orleans.
- La cançó-tema de la pel·lícula es diu Putting Out the Fire  i és interpretada per David Bowie.
- L'escena de la transformació d'Irena en pantera era, al començament de la dècada del 1980, una de les que demanava uns efectes especials més exagerades.